# Список лідерів кінопрокату України 2024
Список лідерів кінопрокату України 2024 року містить анотоване перерахування фільмів, які займали перше місце в Україні за підсумками зборів кожного з тижнів 2024 року з сумою понад $1,000,000. Список заснований на остаточних сумах, зароблених фільмами з продажу квитків у кінотеатрах. Прибуток від відеопрокату, показу телебаченням тощо не враховується. Суми вказуються у доларах США і не враховують інфляцію. Суми касових зборів наведені за даними сайту Box Office Mojo.
| # | Назва фільму         | Країна               | Збори в Україні, $ |
| - | -------------------- | -------------------- | ------------------ |
| 1 | Дюна: Частина друга  | США                  | 2 840 564          |
| 2 | Нікчемний Я 4        | США                  | 2 631 635          |
| 3 | Панда Кунг-Фу 4      | США                  | 1 792 781          |
| 4 | Дикий робот          | США                  | 1 674 537          |
| 5 | Я, «Побєда» і Берлін | Україна              | 1 465 147          |
| 6 | Гладіатор 2          | Велика Британія, США | 1 305 535          |